# Bariloche megye
Bariloche egy megye Argentína középpontjától délre, Río Negro tartományban. Székhelye San Carlos de Bariloche.

## Népesség
A megye népessége a közelmúltban a következőképpen változott:
| Év   | Lakosság |
| ---- | -------- |
| 2001 | 106 761  |
| 2010 | 133 500  |